# Região Geográfica Intermediária de Sobral
A Região Geográfica Intermediária de Sobral é uma das seis regiões intermediárias do estado brasileiro do Ceará e uma das 134 regiões intermediárias do Brasil, criadas pelo Instituto Brasileiro de Geografia e Estatística (IBGE) em 2017. É composta por 44 municípios, distribuídos em quatro regiões geográficas imediatas.
Sua população total estimada pelo Instituto Brasileiro de Geografia e Estatística (IBGE) para 1º de julho de 2018 é de 1 368 326 habitantes, distribuídos em uma área total de 31 056,661 km².
Sobral é o município mais populoso da região intermediária, com 206 644 habitantes, de acordo com estimativas de 2018 do Instituto Brasileiro de Geografia e Estatística (IBGE).

## Regiões geográficas imediatas
| Região geográfica imediata                   | Municípios | População Estimativa 2018 | Área (km²) |
| -------------------------------------------- | --- | ------------------------- | ---------- |
| Sobral                                       | Alcântaras Cariré Catunda Coreaú Forquilha Frecheirinha Graça Groaíras Hidrolândia Martinópole Massapê Meruoca Moraújo Morrinhos Mucambo Pacujá Reriutaba Santa Quitéria Santana do Acaraú Senador Sá Sobral Uruoca Varjota | 606 359                   | 15 714,283 |
| São Benedito-Ipu-Guaraciaba do Norte-Tianguá | Carnaubal Croatá Guaraciaba do Norte Ibiapina Ipu Ipueiras Pires Ferreira São Benedito Tianguá Ubajara Viçosa do Ceará | 408 354                   | 7 417,805  |
| Acaraú                                       | Acaraú Bela Cruz Cruz Itarema Jijoca de Jericoacoara Marco | 207 440                   | 3 515,120  |
| Camocim                                      | Barroquinha Camocim Chaval Granja | 146 173                   | 4 409,453  |
| Total                                        | 44 | 1 368 326                 | 31 056,661 |